# اولین ستاگ
اِوِلین سْتاگ (انگلیسی: Evelyn Stagg; ۹ ژوئیهٔ ۱۹۱۴ – ۲۸ فوریهٔ ۲۰۱۱) نویسنده، و متخصص الهیات بود. وی نظریاتی در مورد تعاملات عیسی با زنان ارائه کرده است.